# Émigration en provenance de la Pologne depuis son adhésion à l'UE

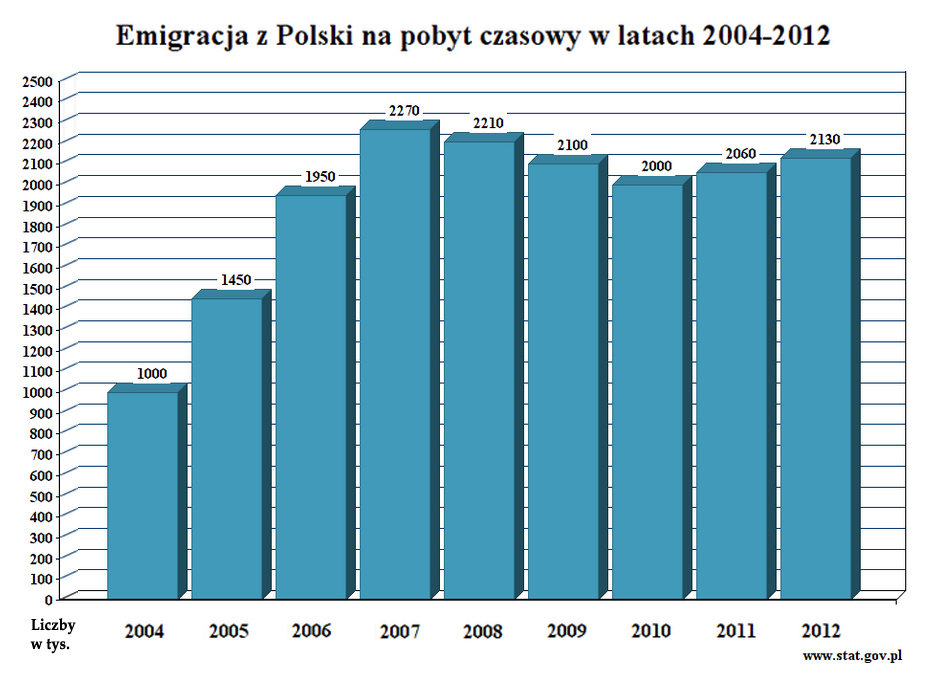
Émigration en provenance de la Pologne entre 2004 et 2012.

Les migrations vers et depuis la Pologne évoluent par leur nature depuis la chute du communisme en 1989. Après l'adhésion de la Pologne à l'Union européenne, notamment à l'espace Schengen, un nombre important de Polonais (plus de deux millions, selon les estimations) ont émigré, principalement vers le Royaume-Uni, l'Allemagne, la France et l'Irlande. Selon l'Office central des statistiques de Pologne (en), la majorité d'entre eux sont partis à la recherche de meilleures opportunités de travail à l'étranger, tout en souhaitant conserver leur statut de résident permanent en Pologne même.
Après l’adhésion de la Pologne à l’Union européenne, les Polonais acquièrent immédiatement le droit de travailler dans certains pays de l’UE, tandis que d'autres mettent en place des périodes de transition. Le Royaume-Uni, l’Irlande, la Suède et Malte autorisent dès le départ les Polonais à travailler librement sur leur territoire, sans aucune restriction. En 2007, près de 2,3 millions de Polonais vivent à l’étranger, principalement en Europe occidentale. Il s'agit de la plus grande vague de migration économique de Polonais à l'étranger depuis l'émigration polonaise aux États-Unis au tournant des XIXe et XXe siècles, qui aurait amené entre 1,5 million, et 3,5 millions de Polonais à traverser l'Atlantique.

## Nombres
L'émigration des Polonais, relativement modeste au cours de la première décennie ayant suivi la chute du communisme en 1989, a augmenté de manière significative à la fin des années 1990, la part des émigrés dans la population polonaise globale passant de 0,5 % (~100 000) en 1998 à 2,3 % (~600 000) en 2008. Le pourcentage de jeunes fréquentant l'université a également augmenté de façon spectaculaire depuis 1989, ce qui a entraîné une « fuite des cerveaux » au moment où la Pologne a rejoint l'Union européenne en 2004. Le nombre de jeunes adultes parlant anglais a doublé au cours de la décennie 1996-2008.
Depuis l'ouverture du marché du travail conséquente à l'adhésion de la Pologne à l’Union européenne en 2004, le pays a connu une émigration massive vers l'étranger de plus de 2 millions de personnes. En 2011, 52 citoyens polonais sur 1 000 vivaient à l'extérieur du pays ; ce chiffre est estimé à 2,2 millions par l'Office central polonais des statistiques (en) (GUS) et entre 2,6 et 2,7 millions par les journalistes,. Les statistiques du GUS estiment que le nombre d'émigrés polonais de longue durée à l'étranger est passé de 0,7 million en 2002 à un pic de près de 2,3 millions en 2007, et est retombé à 2 millions en 2010. Ce nombre reste ensuite relativement stable durant une courte période, à cause des incertitudes liées à la récession mondiale de 2007-2008. En décembre 2015, 12 % de la population active polonaise vit et travaille au Royaume-Uni.
Selon une enquête réalisée en 2013, environ 14 % des Polonais adultes ont travaillé à l’étranger depuis 2004 (environ un quart d'entre eux pendant plus d’un an) ; 69 % ont un membre de la famille ou un ami proche qui vit à l’étranger ; et environ 24 % seraient prêts à partir. La majorité des migrants polonais ou de ceux qui envisagent de partir sont jeunes ; selon une enquête de 2014, environ 90 % des Polonais de moins de 34 ans ont envisagé une forme de migration. Au cours de la dernière décennie, on a observé une tendance visible selon laquelle les migrants sont de plus en plus susceptibles d’être jeunes et bien éduqués,.
Selon un sondage de 2007, pour environ 29 % des émigrés polonais, leur emploi à l'étranger est le premier emploi qu'ils ont eu dans leur vie.
La professeure Krystyna Iglicka a estimé que jusqu’à un demi-million de Polonais avaient émigré en 2013. En 2011, environ 80 % des émigrants polonais s’installent dans les pays de l’Union européenne. En 2013, les plus grands groupes se trouvent au Royaume-Uni (550 000), suivi de l'Allemagne (425 608), et de la France (350 000 en 2012). Une présence polonaise significative est également constatée en Irlande (115 000 en 2013), en Italie (94 000 en 2011) et aux Pays-Bas (103 000 en 2013),,. En 2011, les plus grands groupes d’émigrants polonais récents hors de l’UE se trouvaient aux États-Unis (243 000) et au Canada (52 000). Le nombre de Polonais en Norvège, pays qui n'est pas membre de l'UE, a également considérablement augmenté (de 43 000 en 2011 à 71 000 en 2013),.
Les différentes régions de Pologne ont des schémas d'émigration très différents ; en 2011, les voïvodies de Pologne comptant le plus grand nombre d'émigrants étaient la voïvodie d'Opole (10,6 %), la voïvodie de Podlachie (9,1 %), la voïvodie des Basses-Carpates (8,4 %) et la voïvodie de Varmie-Mazurie (7,5 %) ; ce qui contraste avec un pourcentage d'émigration beaucoup plus faible en provenance de la voïvodie de Mazovie (2,8 %), de la voïvodie de Łódź (2,9 %) et de la voïvodie de Grande-Pologne (3,1 %),. Dans l’ensemble, l’émigration est plus élevée dans les régions les plus pauvres de l’est de la Pologne[réf. incomplète].

## Raisons
Les principales raisons de l'émigration sont presque toujours de nature économique — tout particulièrement pour les jeunes Polonais âgés de 20 à 30 ans,,. L'adhésion de la Pologne à l'U.E. a permis aux jeunes citoyens polonais de rechercher une variété d'emplois en dehors de la Pologne à un coût personnel moindre. Les salaires pour bon nombre de ces emplois étaient plus élevés dans des pays comme le Royaume-Uni, la'Irlande, la France, l’Allemagne et les Pays-Bas. Les jeunes Polonais avaient alors la possibilité de rechercher des salaires plus élevés tout en voyageant pour le plaisir de l'aventure et de l'exploration.
En raison d'une forte augmentation du nombre de Polonais fréquentant les universités après la chute du communisme, l'offre de travailleurs instruits a dépassé la demande intérieure et, par conséquent, de nombreux jeunes Polonais ont migré vers l'ouest. Selon une enquête réalisée en 2011, 33 % des personnes interrogées ont cité comme motivation à l'émigration des salaires plus élevés et 31 % le chômage, 3 % citant le développement professionnel et 16 % des raisons familiales.

## Impact
Le niveau élevé de migration après 2004 a déclenché des changements sociaux au sein de la société polonaise. En premier lieu, la composition de la population polonaise a changé. Les émigrants étant principalement des jeunes, la population polonaise est en moyenne plus âgée. En conséquence, le taux de natalité est également en baisse. Elle a déjà diminué de 10 % et certaines prévisions tablent sur une baisse supplémentaire de 10 % d’ici 2035. Dans certaines régions, cela conduit à un dépeuplement et à une réduction conséquente des infrastructures, telles que les terrains de jeux et les lignes de chemin de fer. La qualité de vie de la population laissée pour compte s’en trouve donc affectée négativement.
Les conséquences positives de la migration comprennent l’acquisition de compétences et la familiarité avec la culture mondiale,. Les estimations suggèrent également que l’émigration a augmenté les salaires des travailleurs restés au pays, contribuant à environ 11 % de la croissance totale des salaires entre 1998 et 2007[réf. incomplète]. La migration a également été associée à une baisse du chômage en Pologne et à des transferts de fonds dans l'économie polonaise à hauteur d'environ 41 milliards d'euros.
L’immigration en provenance de Pologne a également eu un impact sur les relations entre les citoyens polonais et les pays étrangers. Depuis l’adhésion à l’U.E., un grand nombre de citoyens polonais ont vécu dans un autre pays européen à un moment donné de leur vie. Dans la plupart des cas, les migrants polonais maintiennent des contacts étroits avec les personnes restées dans leur pays d’origine. Grâce à ces contacts et à leur tendance à retourner en Pologne, les migrants polonais contribuent encore aujourd’hui au changement social au sein de la société polonaise. Lors de leur séjour à l’étranger, ils sont par exemple confrontés dans la majorité des cas à des rôles de genre différents, ce qui peut les amener à réfléchir sur leurs propres valeurs, éventuellement plus traditionnelles. On dit également que les femmes se sentent plus autonomes lorsqu’elles émigrent seules, qu’elles sont financièrement indépendantes à l’étranger et qu’elles peuvent prendre leurs propres décisions concernant leur vie. Ces valeurs peuvent être importées par le contact avec leur pays d’origine ou par leur retour. Des observations similaires ont également été faites à l’égard des homosexuels et des musulmans. Les contacts accrus avec ces minorités ont conduit à une réduction des préjugés et à une plus grande acceptation. Avant la crise migratoire européenne de 2015, les Polonais avaient généralement une opinion plus positive des migrations liées à l’U.E. La plupart des Polonais n’étaient pas gênés par l’idée d’une augmentation de l’islam en Pologne ou de l'arrivée de cultures étrangères en Pologne. Au contraire, beaucoup considéraient ce type de migration comme une opportunité liée à la liberté de mouvement. Ces Polonais étaient optimistes quant au fait que ceux qui émigreraient vers des pays comme l’Irlande acquerraient des compétences entrepreneuriales qui pourraient aider la Pologne lorsqu’ils décideraient de revenir.
L'émigration polonaise a également conduit à une augmentation générale de la maîtrise de l’anglais en Pologne. De nombreuses personnes âgées décident d’apprendre d’autres langues afin de pouvoir communiquer avec les membres de leur famille qui ont grandi à l’étranger et qui n’ont peut-être jamais appris à parler couramment le polonais.
En Pologne, des voix conservatrices alimentent le débat sur la mesure dans laquelle l’émigration d’un ou éventuellement des deux parents a un impact psychologique sur les enfants restés au pays, les « Euro-Orphelins ». Il serait apparemment possible d'observer des troubles graves du comportement chez les enfants concernés, tels que des tendances au vol ou à la consommation de drogue. Cependant, en 2011, aucune étude précise n’avait démontré l'existence de tels effets sur ces enfant.

## Retour des migrants et inversion de la tendance
Avec de meilleures conditions économiques et des salaires polonais plafonnant désormais à 70 % de la moyenne de l'UE en 2016, la tendance à l'émigration a commencé à diminuer dans les années 2010 ; et le pays a besoin de plus de main-d'œuvre. Le ministre polonais du Développement, Mateusz Morawiecki, a donc encouragé les Polonais de l'étranger à revenir en Pologne.
Depuis 2015, l’immigration hors de Pologne s’est stabilisée et certains migrants qui avaient quitté le pays les années précédentes sont revenus. En 2019, le nombre de Polonais vivant à l’étranger a diminué pour la première fois depuis la Grande Récession. Le nombre de Polonais retournant en Pologne a augmenté, le nombre des migrants rentrant dépassant celui des migrants sortant citoyens partis entre 2019 et 2022. Les raisons invoquées pour expliquer ce phénomène comprennent l’amélioration des conditions économiques en Pologne, un niveau de vie perçu comme égal ou supérieur à un coût plus abordable, le désir d’être plus proche de la famille, le sentiment de xénophobie dans les pays d’accueil, l’incertitude entourant la pandémie de COVID-19 et des événements politiques individuels tels que le Brexit,,,.
En Allemagne également, l’immigration polonaise ralentit ; en 2024, le nombre des retours y dépasse pour la première fois celui des départs.